# Choroideremia
Choroideremia – wrodzone uszkodzenie naczyń włosowatych naczyniówki, powstające w wyniku schorzenia nabłonka barwnikowego siatkówki.
Choroideremia jest sprzężoną z płcią chorobą dziedziczoną z chromosomem płciowym X. Polega na postępującym zaniku nabłonka barwnikowego i naczyń krwionośnych naczyniówki. Choroba ujawnia się okresie dzieciństwa, objawem jest pogorszone widzenie zmierzchowe i stopniowe zawężanie pola widzenia. W końcowej fazie prowadzi do całkowitej ślepoty. Choroideremię diagnozuję się za pomocą standardowego badania okulistycznego połączonego z angiografią fluoresceinową.
Nieuleczalna, choć akceptowalny poziom ostrości wzroku utrzymuje się do ok. 60 roku życia.